# Wereldtentoonstelling van 1929
De Wereldtentoonstelling van 1929 (Exposición General d'España) werd gehouden in Spanje en was de 21e die officieel als universele wereldtentoonstelling is erkend door het Bureau International des Expositions (BIE).

## Inleiding
Al in 1888 had een wereldtentoonstelling plaatsgevonden in Barcelona. Deze tentoonstelling had echter niet aan de verwachtingen voldaan en de politici besloten dan ook om een nieuwe tentoonstelling voor te bereiden. Uiteindelijk werd in 1913 een commissie, onder leiding van Barcelona's burgemeester, belast met de voorbereidingen van een wereldtentoonstelling rond het thema elektriciteit in 1917. In 1914 werd een subsidie-aanvraag ingediend bij de Spaanse regering om het park aan te leggen. Hiervoor werd de noordflank van de MontJuïc, die tot dan toe door het leger en een enkele boerderij werd gebruikt, ter beschikking gesteld. Enkele maanden later brak de Eerste Wereldoorlog uit en pas in 1920 werd met de daadwerkelijke aanleg van het park begonnen. In 1923 kwam het eerste gebouw gereed dat werd gebruikt voor een internationale meubel- en woninginrichtingstentoonstelling. Inmiddels was in Spanje generaal Miguel Primo de Rivera aan de macht gekomen en zijn regering dacht dat ze een grote tentoonstelling goed voor propagandadoeleinden kon gebruiken. In 1925 kwam uiteindelijk het groene licht voor het organiseren van de wereldtentoonstelling, waarbij drie thema's: Sport, Cultuur en Spanje, belicht zouden worden.
De wereldtentoonstelling vond plaats op twee locaties, Barcelona en Sevilla. In Barcelona besloeg het terrein 118 hectare en werd de naam Exposición Internacional de Barcelona gebruikt. Het terrein in Sevilla besloeg slechts 69 hectare en was de locatie voor de Zuid-Amerikaanse paviljoens onder de naam Exposición Ibero-Americana. De tentoonstelling in Barcelona liep van 20 mei 1929 tot 30 januari 1930, die in Sevilla van 9 mei 1929 tot 21 juni 1930.

## Exposición Internacional de Barcelona

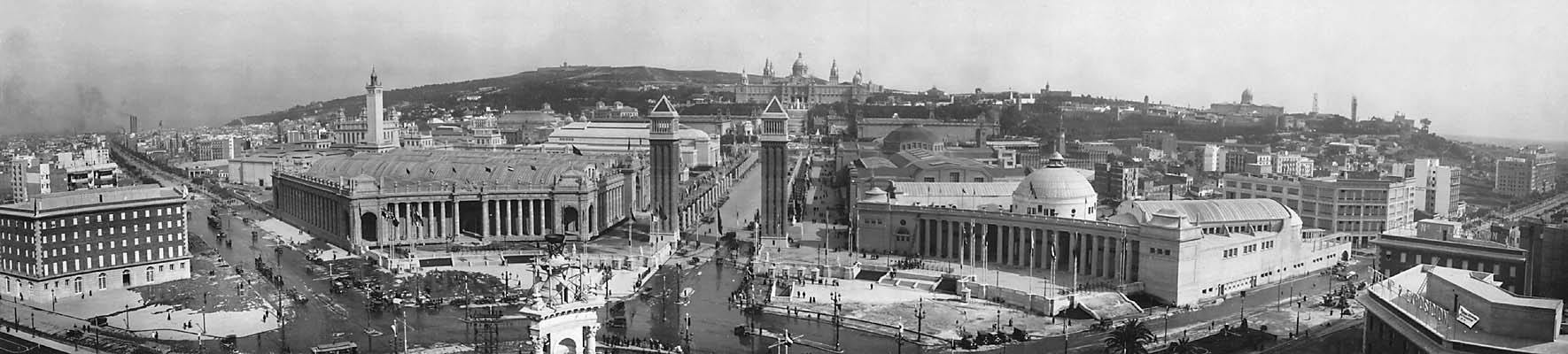
Het terrein in Barcelona gezien uit het noorden

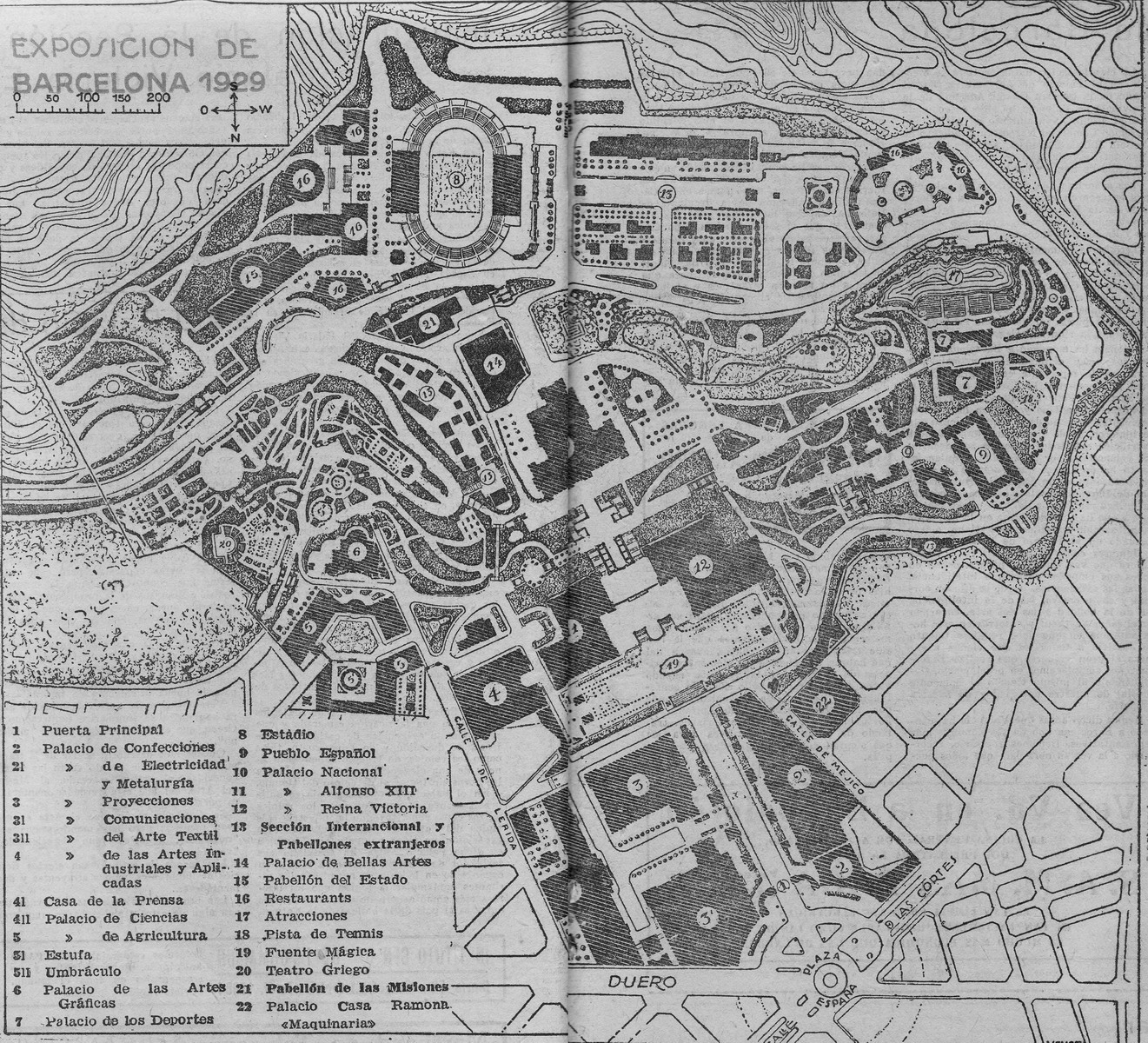
Plattegrond van het terrein in Barcelona

Het terrein werd ontworpen en gebouwd onder leiding van de architecten Pedro Domenech, Josep Puig i Cadafalch en Lluís Domènech i Montaner. Aan de voet van de berg werd het Plaça d'Espanya aangelegd met onder andere de hoofdingang van het tentoonstellingsterrein geflankeerd door de Venetiaanse torens. Vanaf de hoofdingang doorsneed de Avinguda de la Reina Maria Cristina het terrein om uiteindelijk bij de Font Magica via brede trappen uit te komen bij het Palau Nacional.
Bij deze trappen had Cadafalch in 1919 vier zuilen geplaatst als symbool van Catalonië, deze zuilen werden in 1928 verwijderd omdat de nieuwe regering geen verwijzingen naar Catalaans nationalisme op de wereldtentoonstelling wilde hebben.

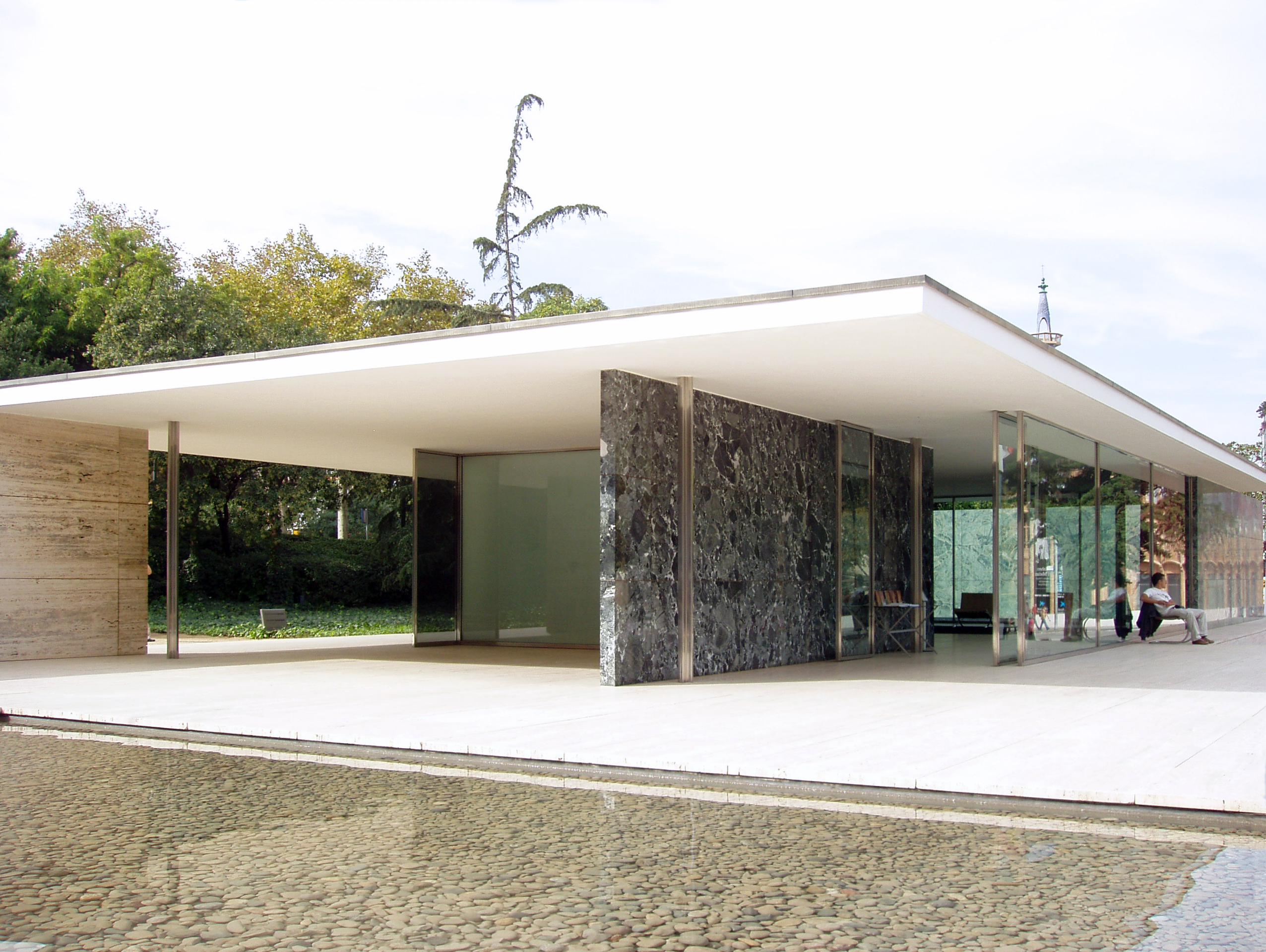
Duitse paviljoen

Op het onderste niveau werden tentoonstellingshallen gebouwd, die nu nog dienstdoen als jaarbeurs, voor de onderwerpen verkeer & vervoer, elektriciteit, textiel en Spaanse welvaart. Tevens bevond zich hier een brandweerkazerne. Op het tussenniveau lagen de landenpaviljoens van Spanje, het Pueblo Español, en Duitsland en het Palau Nacional, waar het thema kunst was ondergebracht en dat ook nu nog dienstdoet als museum voor Catalaanse kunst. Het thema sport werd op het bovenste niveau geplaatst in de vorm van het Olympisch stadion. Naast het Olympisch stadion, op de plaats waar tegenwoordig de Olympische sporthal en het Olympisch zwembad zijn, lagen de andere landenpaviljoens.

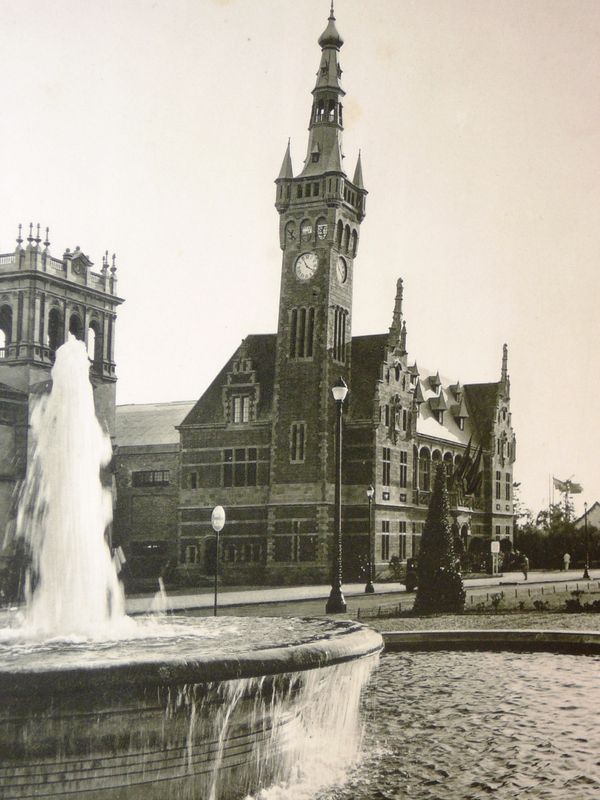
Belgische Paviljoen.
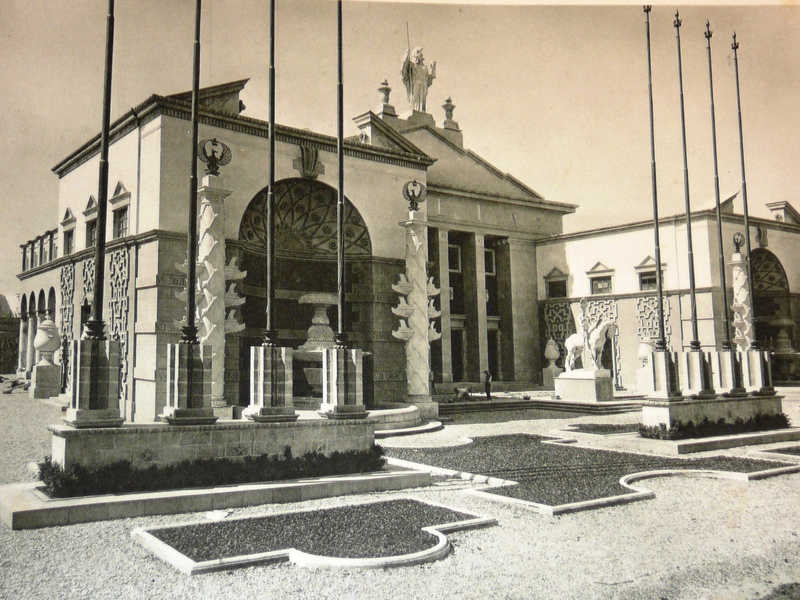
Italiaanse Paviljoen.
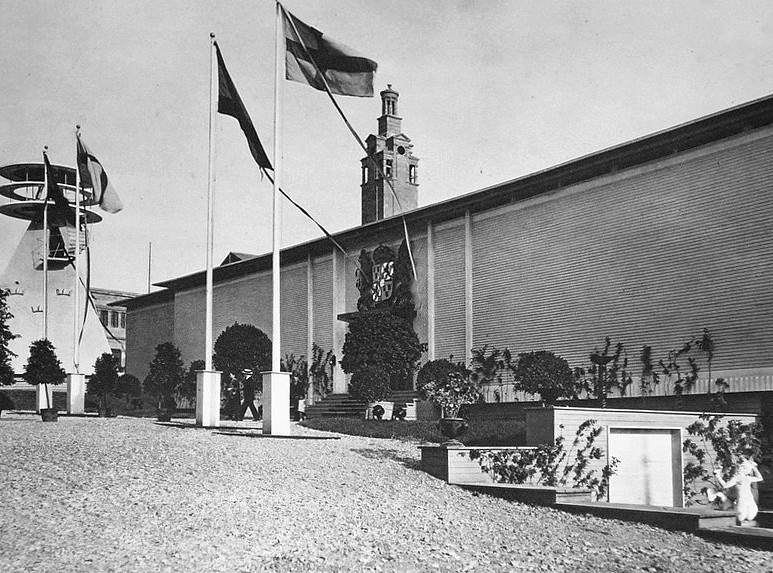
Zweedse Paviljoen.
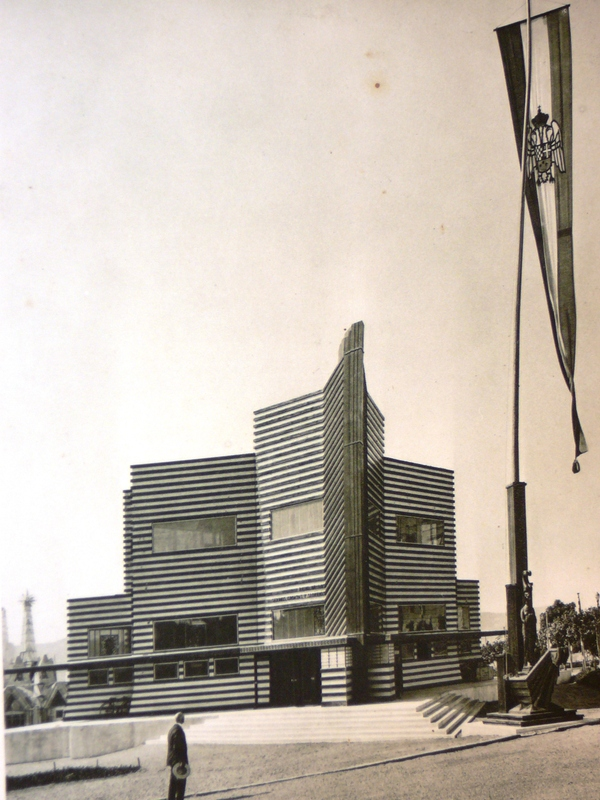
Paviljoen van Servië, Kroatië en Slovenië.

## Exposición Ibero-Americana

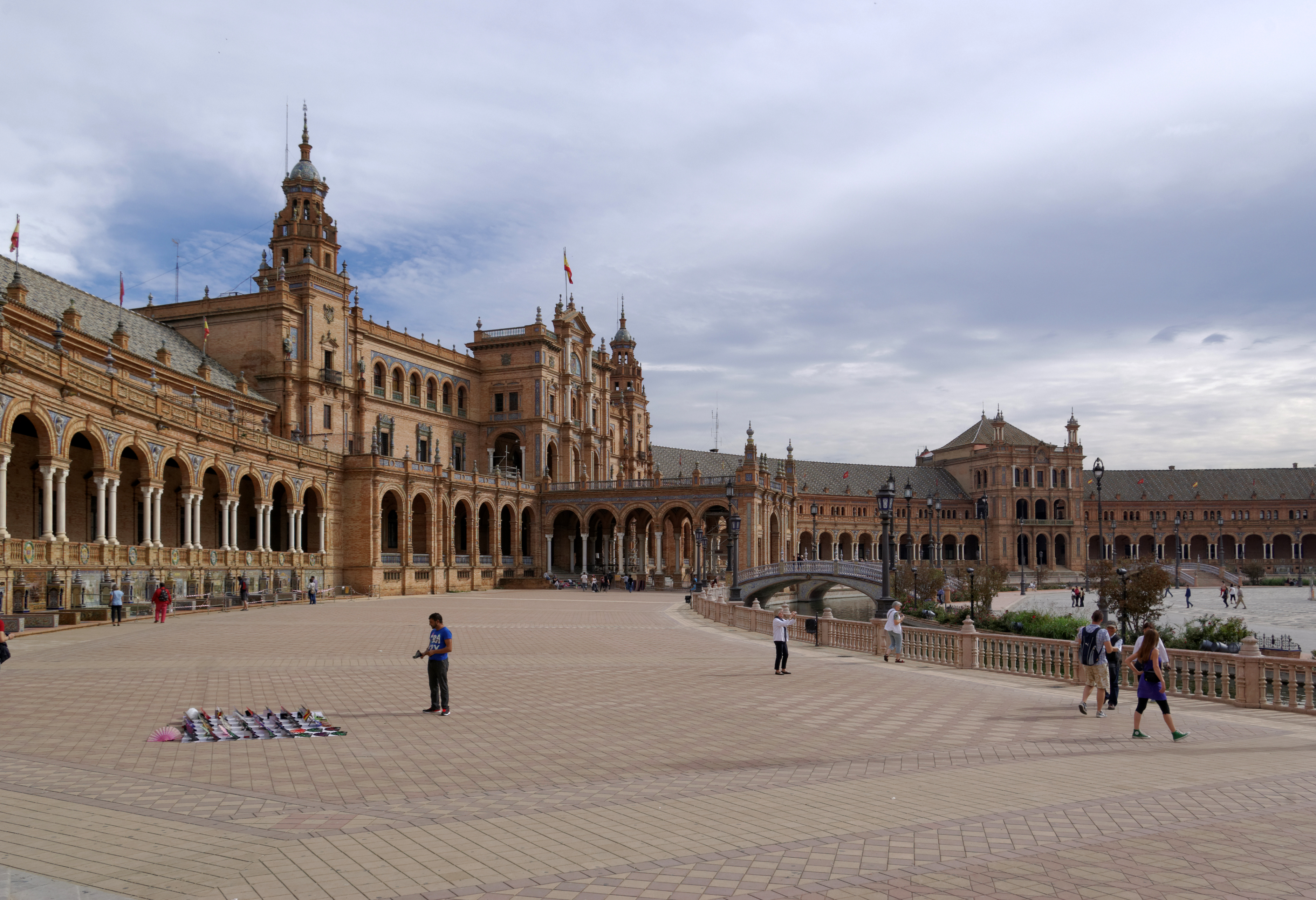
Plaza de España, het hoofdgebouw van het terrein in Sevilla

Plattegrond van het terrein in Sevilla

In Barcelona lag de nadruk vooral op Spanje zelf, aangevuld met paviljoens van de Verenigde Staten, Japan en 17 Europese landen. In Sevilla, de voormalige uitvalsbasis van het Spaanse koloniale rijk, werden de paviljoens van Portugal, Brazilië en de voormalige overzeese gebiedsdelen ondergebracht, alsmede paviljoens van verschillende Spaanse provincies. De Verenigde Staten en Portugal waren zowel in Barcelona als Sevilla vertegenwoordigd. Veel van de buitenlandse paviljoens zijn na afloop van de tentoonstelling gebruikt als consulaat van het betreffende land in Sevilla. De stad Sevilla was al in 1910 begonnen met de voorbereidingen en bouwde in een park langs de Guadalquivir diverse tentoonstellingsgebouwen. Ook hier kwam een Plaza d'España met het hoofdgebouw van de tentoonstelling, terwijl aan de andere kant van het terrein de Plaza d'America en het Braziliaanse en Mexicaanse paviljoen liggen. In de Guadalquivir lag een replica van de Santa Maria, het schip van Columbus uit 1492. Bezoekers konden op het terrein gebruikmaken van een treintje (de groene lijn op de kaart) dat tussen de paviljoens reed.

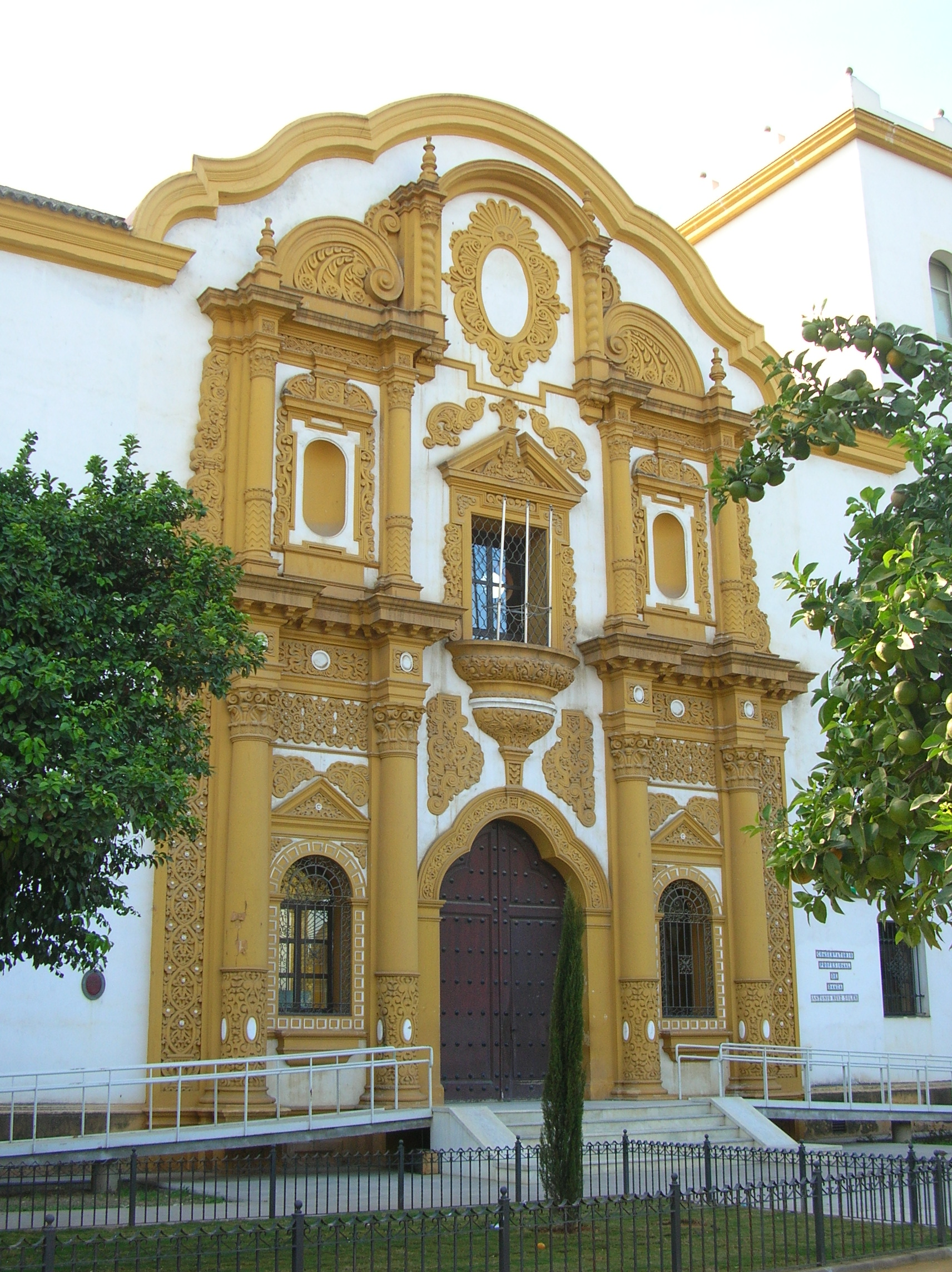
Argentijns Paviljoen
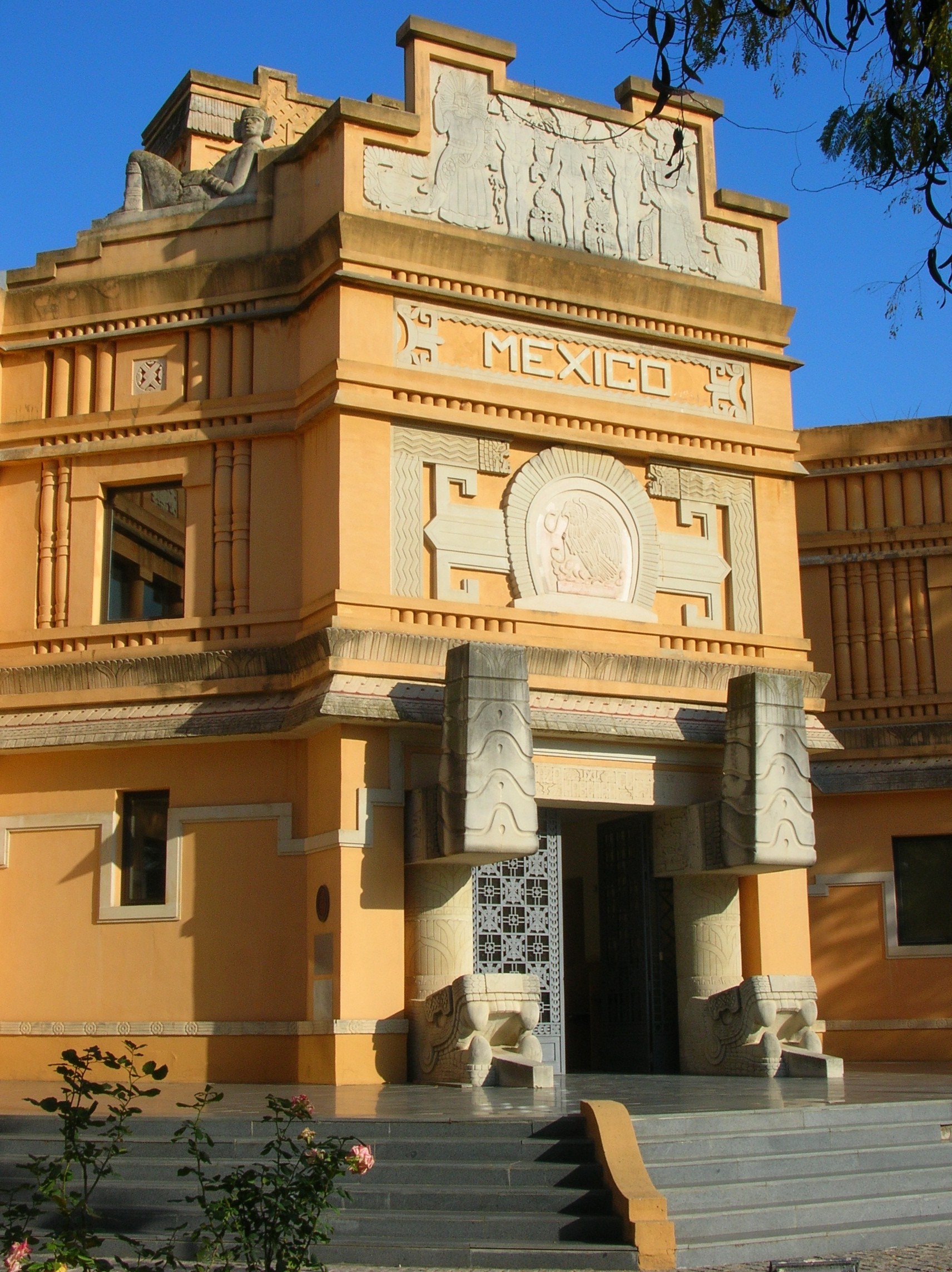
Mexicaans Paviljoen
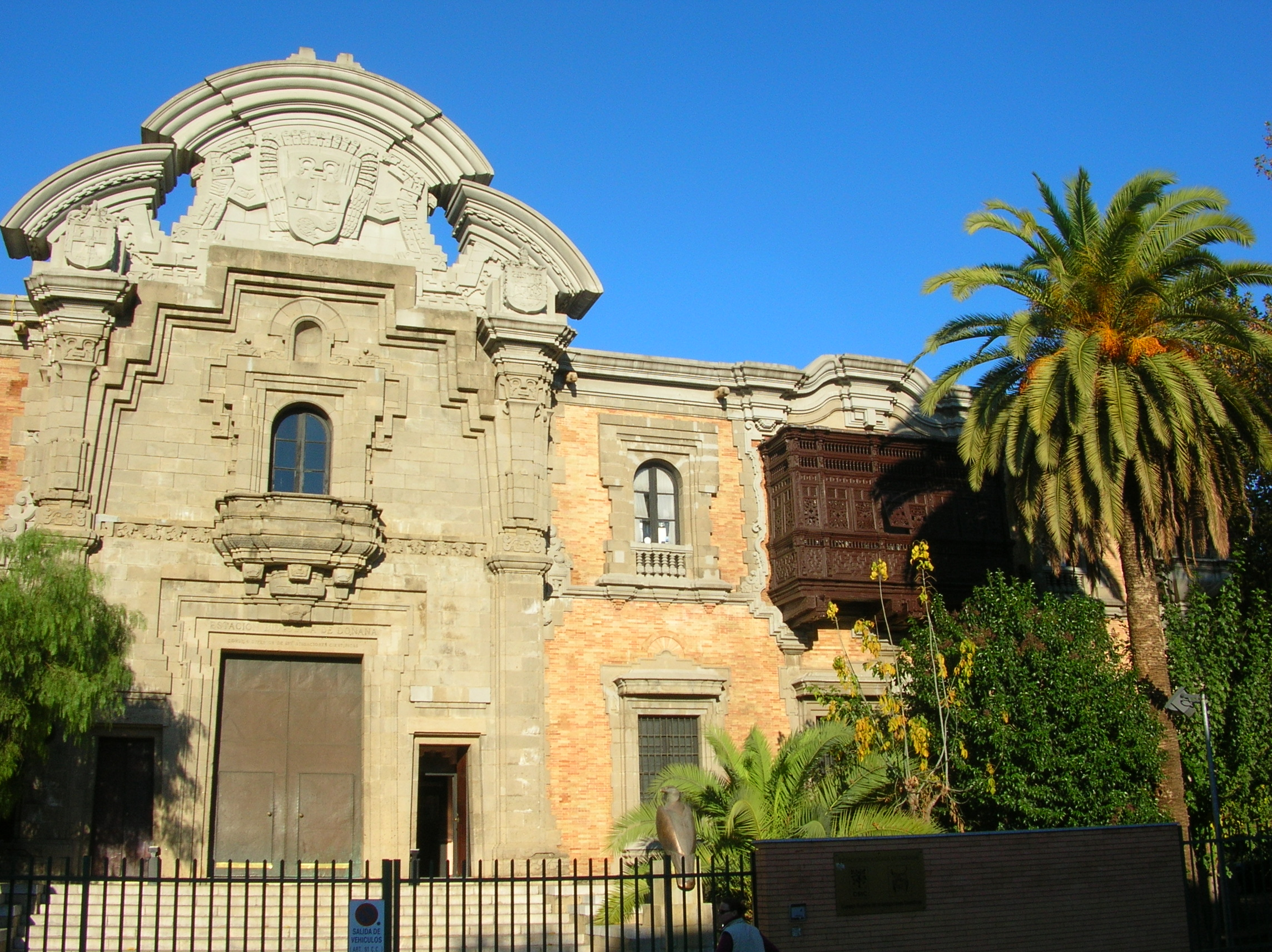
Peruviaanse Paviljoen
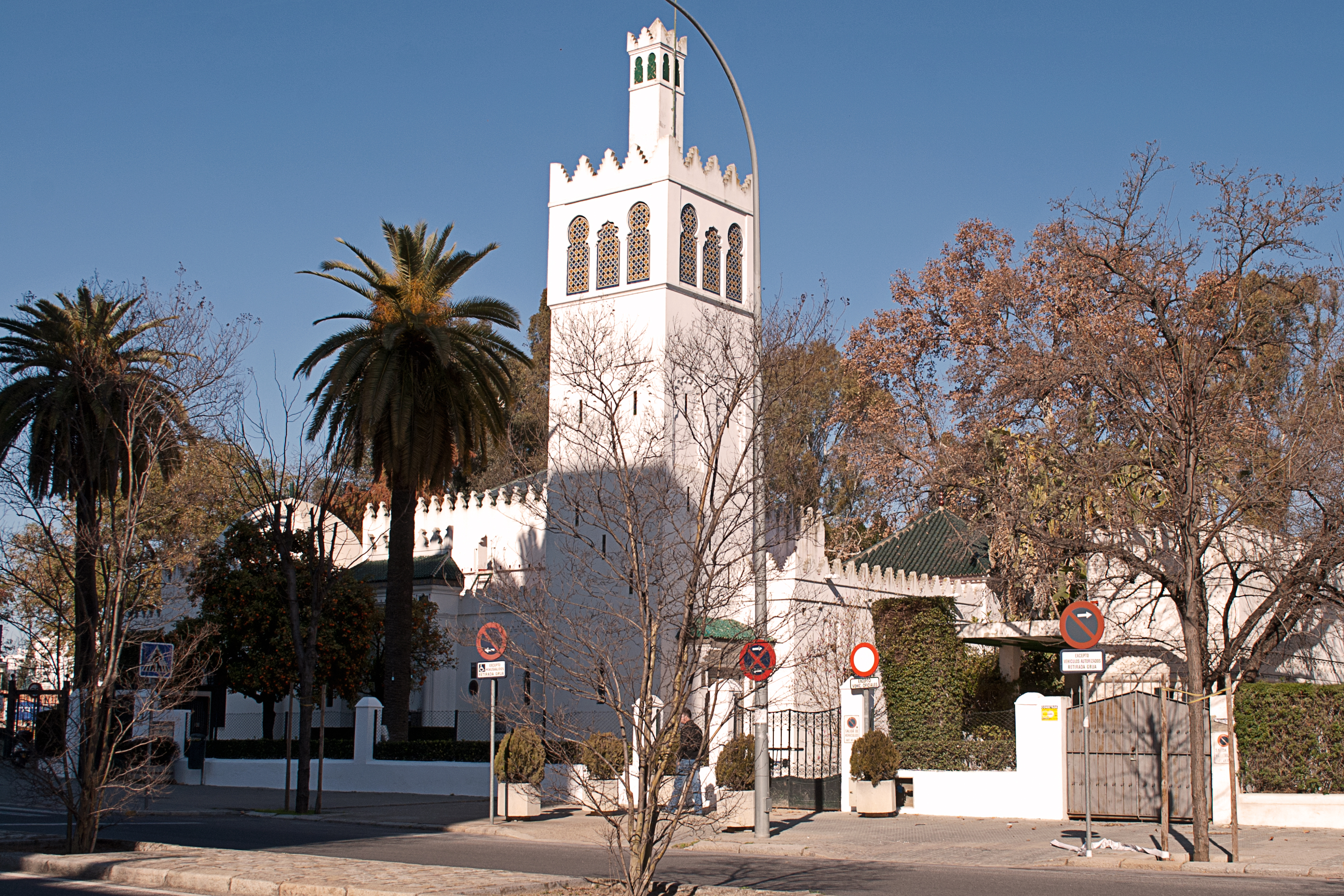
Marokkaanse Paviljoen

## Verkeer en vervoer
De wereldtentoonstelling van 1929 werd geflankeerd door diverse projecten, voornamelijk in Barcelona. Op de Montjuïc werd een kabeltrein gebouwd om de bezoekers de klim naar het bovenste niveau te besparen. De aanleg van de metro begon in 1923 en het eerste traject, de huidige lijn L3 werd in 1924 geopend. De tweede lijn, de huidige lijn L1, tussen het tentoonstellingsterrein en het centrum volgde in 1926. Het Station Barcelona França werd voor de ontvangst van de bezoekers vernieuwd net als het vliegveld. Zowel in Barcelona als Sevilla werden door de Compagnie Internationale des Wagons-Lits nieuwe treindiensten geïntroduceerd voor de bezoekers aan de wereldtentoonstelling. In Barcelona betrof dit de Barcelone Express een nachttrein van en naar Parijs, in Sevilla de Andalus Pullman Express een luxe dagtrein waarmee de bezoekers ook een dagtocht naar Granada of Málaga konden maken.